# Pierre Bourliaud
Pierre Bourliaud, né le 4 mars 1985, est un kayakiste français pratiquant le slalom.

## Biographie

### Championnats du monde de canoë-kayak slalom
- 2010 à Tacen  Slovénie
  -  Médaille d'argent en K1 par équipe
- 2007 à Foz do Iguaçu  Brésil
  -  Médaille d'argent en K1 par équipe